# Климов, Сергей Михайлович
Сергей Михайлович Климов (21 августа 1953, Липецк — 18 января 2004, Липецк) — советский и российский ученый в области экологии животных, орнитолог, доктор биологических наук, профессор Липецкого государственного педагогического университета.

## Биография
Родился в Липецке 21 августа 1953 году.
Учился в школе № 28 города Липецка.
В 1971 году поступил на биолого-химический факультет Липецкого государственного педагогического института.
После его окончания в 1976 году работал учителем биологии и химии в средней школе № 4 г. Липецка.
Успел поработать и старшим научным сотрудником заповедника «Галичья Гора» Воронежского государственного университета.
С 1977 по 1984 год работал заведующим отделом природы Липецкого областного краеведческого музея, а в октябре 1984 года стал его директором.
С ноября 1987 года перешёл на педагогическую и научно-исследовательскую деятельность в Липецком государственном педагогическом институте.
Сначала работает в должности ассистента, затем старшего преподавателя, а после и доцента кафедры зоологии.
В 1990 году защищает кандидатскую, а в 1997 году — докторскую диссертации по специальности «Экология».
С 1997 года Сергей Михайлович Климов — профессор кафедры зоологии, а с 1999 года после разработанного и внедренного им в образовательную программу вуза специальности «Экология» — заведующий кафедрой зоологии и экологии Липецкого государственного педагогического университета.

## Научный вклад
Автор более 450 научных статей, в том числе 4 монографий в области экологии животных и оологии.
Под его редакцией вышло в свет много учебных пособий и программ по зоологии, эмбриологии экологии и охране окружающей среды.
Труды и результаты научных исследований С. М. Климова широко известны российской и зарубежной научной общественности.
Под руководством С. М. Климова проведено 14 международных, российских и региональных научно-практических конференций.
Он являлся редактором более 20 научных сборников.
В 1997 году был одним из создателей в Липецкой области региональной Красной книги.

## Общественная деятельность
Помимо научной деятельности вёл большую общественную работу: был членом президиума Липецкого отделения Всероссийского общества охраны природы, членом Центрального совета Союза охраны птиц России, членом экспертного совета Комитета экологии и природных ресурсов Липецкой области.
С 1999 года был автором и основателем детской областной экологической газеты «Сыроежка», ставшая своеобразным учебным пособием по экологии для учителей и учащихся школ Липецкой области.
Автор двух сборников поэтических стихов и рассказов о природе.

## Награды и премии
В 1999 году награждён знаком «Почетный работник высшего профессионального образования Российской Федерации».
За высокие научные успехи, значительный вклад в дело подготовки высококвалифицированных специалистов награждён Премией администрации Липецкой области (2000), неоднократно награждался почетными грамотами Департамента образования и науки администрации Липецкой области.

## Память
27 января 2005 года в экологическом лицее № 66 г. Липецка был открыт музей природы и экологии Липецкой области имени С. М. Климова.
28 сентября 2023 года решением Ученого совета Липецкого государственного педагогического университета Технопарку универсальных педагогических компетенций присвоено имя С. М. Климова.